# کدوی قلیانی
کدوی قلیانی یا سُراحی (نام علمی: Lagenaria) نام یک سرده از تیره کدوییان است.